# Moreton Island National Park
Moreton Island National Park – park narodowy położony na wyspie Moreton w stanie Queensland w Australii, na północny wschód od centrum Brisbane. Park został założony w 1966 roku, zajmuje 98% powierzchni wyspy. Trzy główne miasteczka na terenie parku to: Bulwer, Cowan Cowan i Kooringal.
Na Przylądku Moreton zlokalizowana jest najstarsza latarnia w Queensland.
Miasteczko Cowan Cowan było domem dla australijskich żołnierzy w trakcie II wojny światowej.